# ميخيل فان فيين
ميخيل فان فيين (بالهولندية: Michiel van Veen)‏ هو سياسي هولندي، ولد في 20 مارس 1971 في هولندا. حزبياً، نشط في حزب الشعب من أجل الحرية والديمقراطية. وقد انتخب عضو مجلس نواب هولندا ‏ (20 سبتمبر 2012 – 30 نوفمبر 2016).